# Neuschwanstein (Band)
Neuschwanstein ist eine Progressive-Rock-Band, die – obwohl sie nie bei einem großen Plattenlabel unter Vertrag stand – dennoch ein in der Prog-Rock-Szene in den 1970er Jahren viel beachtetes Album veröffentlichen konnte.

## Bandgeschichte

### Die Anfänge
Wie so oft liegen die Ursprünge auch dieser Band in einer Schulfreundschaft. Thomas Neuroth und Klaus Mayer, die beide am ehemaligen Realgymnasium in Völklingen/Saar Schüler waren, lernten sich Anfang der 1970er Jahre dort kennen und stellten schnell fest, dass sie beide ein Interesse an der Musik von Rick Wakeman und King Crimson und zusätzlich eine Passion für symphonischen Progressive Rock teilen. Aufgrund ihrer klassischen Musikausbildung (Thomas Neuroth lernte Klavier, Klaus Mayer Querflöte) schätzen sie die Strukturen und die Lyrik der klassischen Musik in Verbindung mit Rock-Elementen.
Sie beschlossen, eine gemeinsame Band auf die Beine zu stellen und gaben sich den Namen Neuschwanstein. Dieser Bandname kam nicht von ungefähr, stellt doch dieses von König Ludwig II. von Bayern erbaute Schloss die romantische Ära in ihrer eindrucksvollsten Form dar. Thomas Neuroth sagt dazu:

„Deutsch sollte der Name sein und romantisch klingen. Ich will auch nicht ausschließen, dass ich das ‚Neu‘ aus meinem Namen drinhaben wollte.“

Weitere Bandmitglieder (z. T. aus der gleichen Schule) waren schnell gefunden: Werner Knäbel spielte Bass, Peter Fischer Schlagzeug, Udo Redlich Gitarre und Theo Busch Violine.
Zunächst begnügte man sich mit Coverversionen aus dem angelsächsischen Standard-Rock-Genre, vor allem von Rick Wakeman-Songs. Ihr späterer Gitarrist und Texter Roger Weiler wohnte einem Konzert der frühen Neuschwanstein-Band bei und war vor allem von den Synthesizer-Sounds der Band bei deren Auszügen von Rick Wakemans The Six Wives of Henry VIII begeistert. Klaus Mayer studierte gleich nach der Schulzeit Elektrotechnik, was ihn in die Lage versetzte, sich einen eigenen Synthesizer zu bauen, was zu dieser Zeit in Deutschland recht ungewöhnlich war.

Neuschwanstein live 1976 mit Alice in Wonderland
(v. l. n. r.: Thomas Neuroth, Roger Weiler, Hans Peter Schwarz, Uli Limpert, Klaus Mayer)

Den passenden Schlagzeuger zu finden, gestaltete sich für Neuschwanstein recht schwierig, denn gerade in der Anfangsphase gab es einen häufigen Wechsel. Peter Fischer wurde alsbald von Volker Klein abgelöst, der wiederum 1973 durch Thorsten Lafleur ersetzt wurde. Uli Limpert übernahm im folgenden Jahr die Position von Werner Knäbel am Bass. Noch im gleichen Jahr schied auch Thorsten Lafleur aus der Band aus und wurde durch Hans Peter Schwarz als Drummer abgelöst.

### Alice im Wunderland
Sehr beeindruckt von Rick Wakemans Journey to the Centre of the Earth, beschloss Neuschwanstein, ein langes Stück Instrumentalmusik zu komponieren und arbeitete an der musikalischen Adaption des berühmten Lewis-Carroll-Romans Alice im Wunderland. Sie wählten dieses Märchen aufgrund seiner Atmosphäre und Fantasie, die sich für eine ausgefeilte und suggestive Musik eignete. Die Idee dazu und erste Versuche, das Stück umzusetzen, entstanden bereits 1970. Die Uraufführung dieses 40 Minuten dauernden Musikstücks fand  1974 im Marie-Luise-Kaschnitz-Gymnasium in Völklingen statt. 1975 wurde Neuschwanstein damit Gewinner eines Bandwettbewerbs im Saarländischen Staatstheater in Saarbrücken. Sie bezauberten das Publikum mit dem orchestralen und melodischen Reichtum ihrer Bearbeitung.

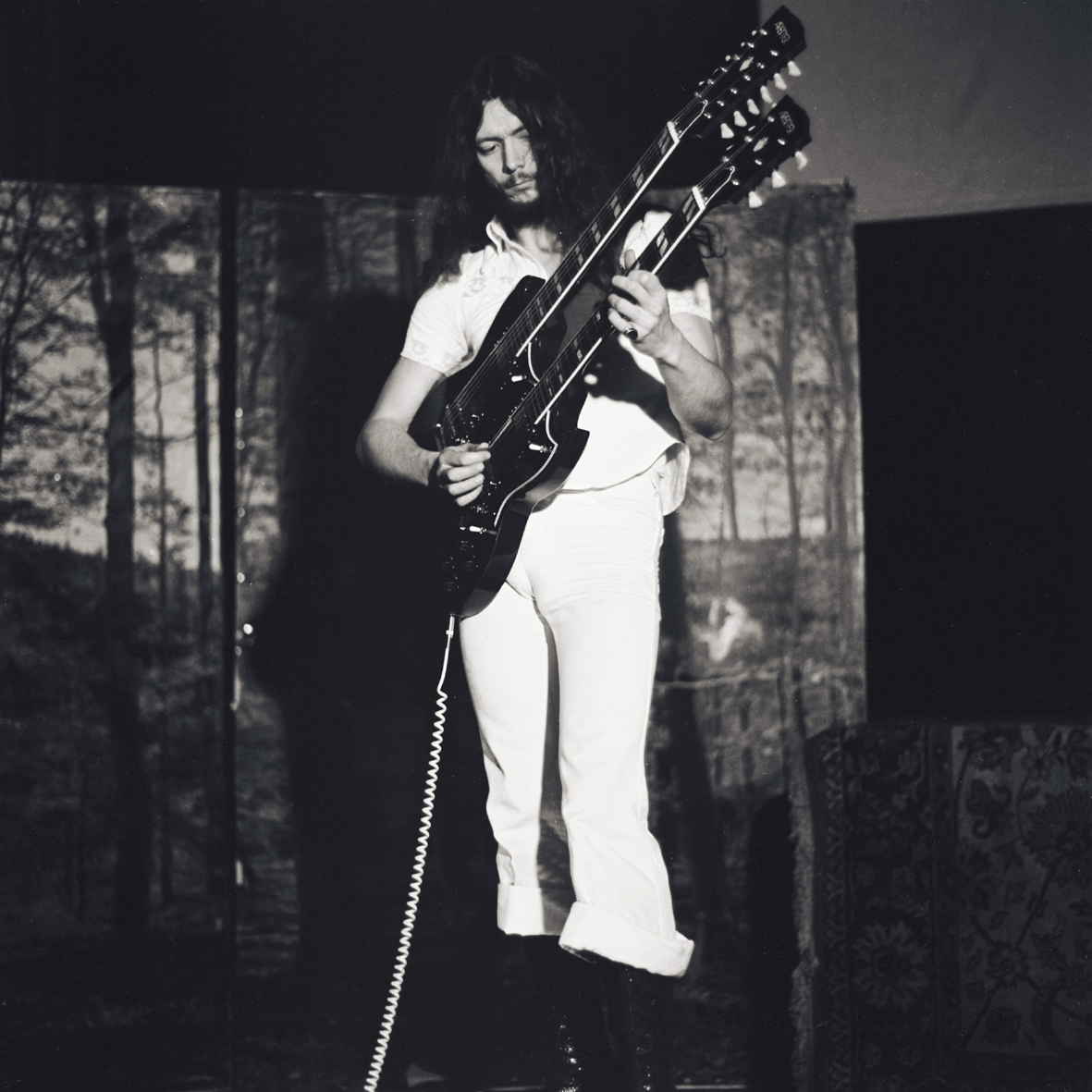
Roger Weiler

Dieser Erfolg ermutigte die Band, ihre musikalischen Horizonte zu erweitern, was 1975 durch den Eintritt des neuen Gitarristen, Roger Weiler, erleichtert wurde. Ihr bisheriger Gitarrist, Udo Redlich, hatte kurz zuvor die Band verlassen. Weiler hatte zunächst in einer saarländischen Hard-Rock-Band und dann in einer französischen Cover-Band gespielt, in der auch Frédéric Joos, der spätere Sänger von Neuschwanstein, Mitglied war. Roger Weiler war u. a. beeinflusst von Genesis, insbesondere vom Titel Supper's Ready aus deren Album Foxtrot und spielte eine Doppelhalsgitarre mit vielen Pedal-Effekten, die es ihm erlaubten, eine traumhafte Atmosphäre zu schaffen.

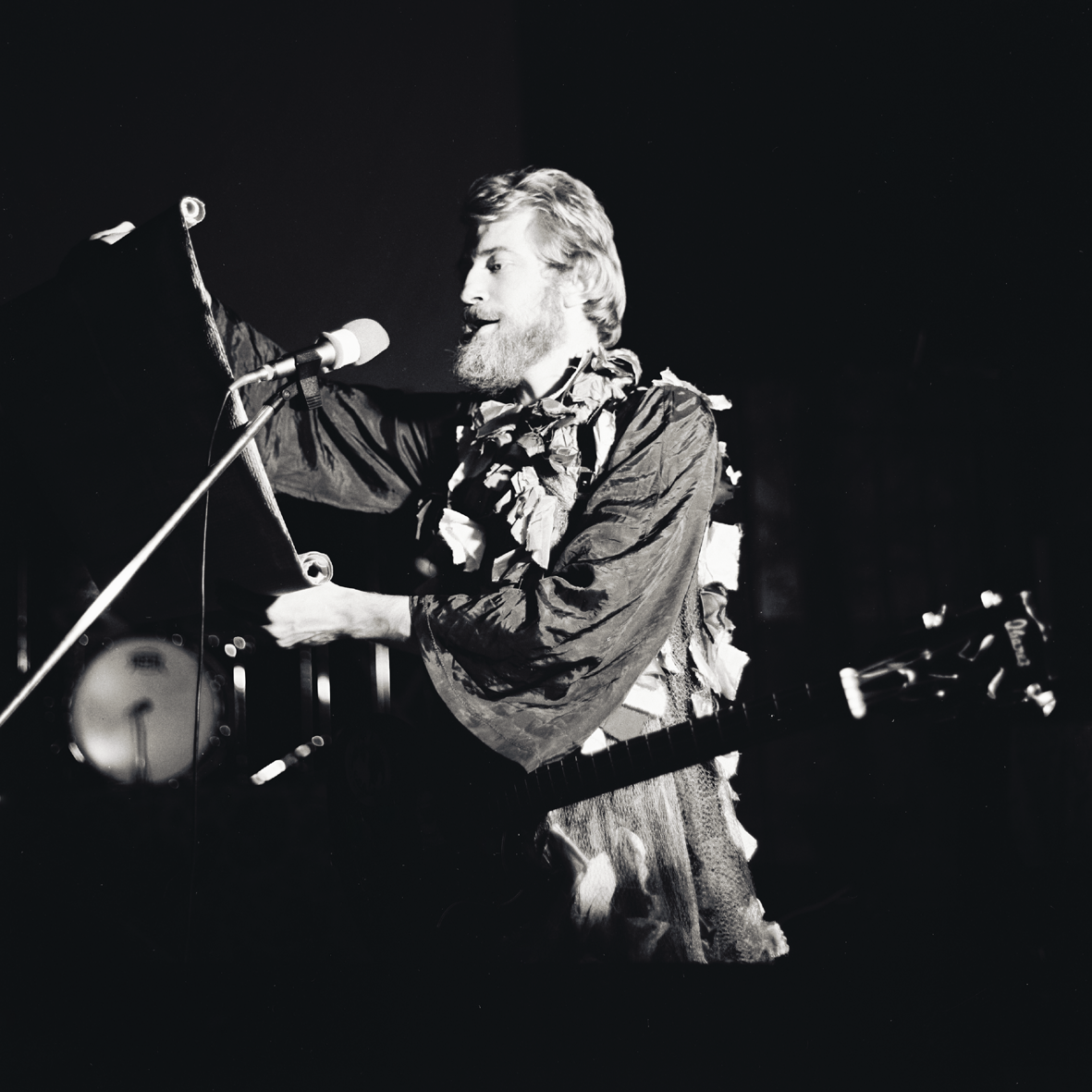
Uli Limpert

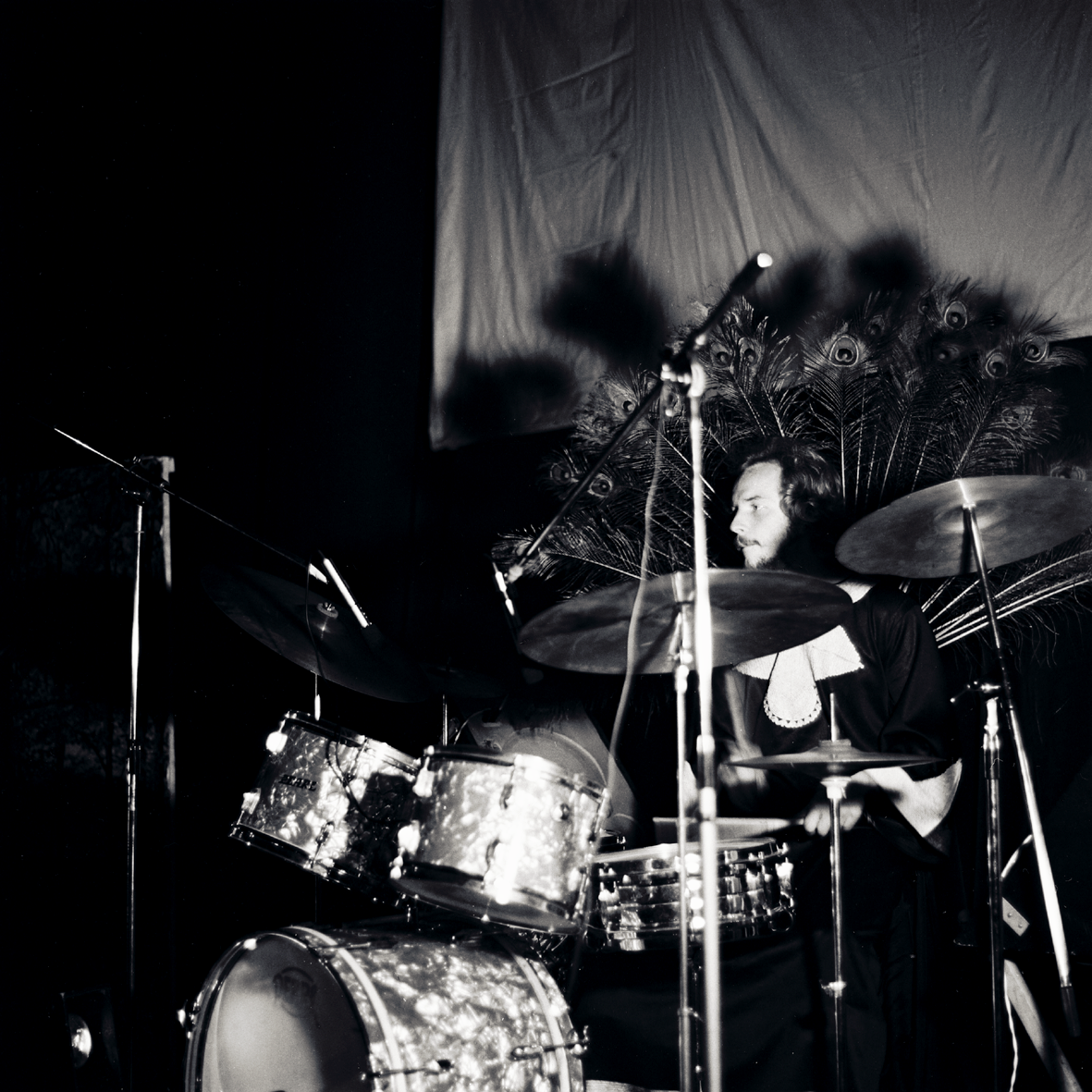
Hans Peter Schwarz

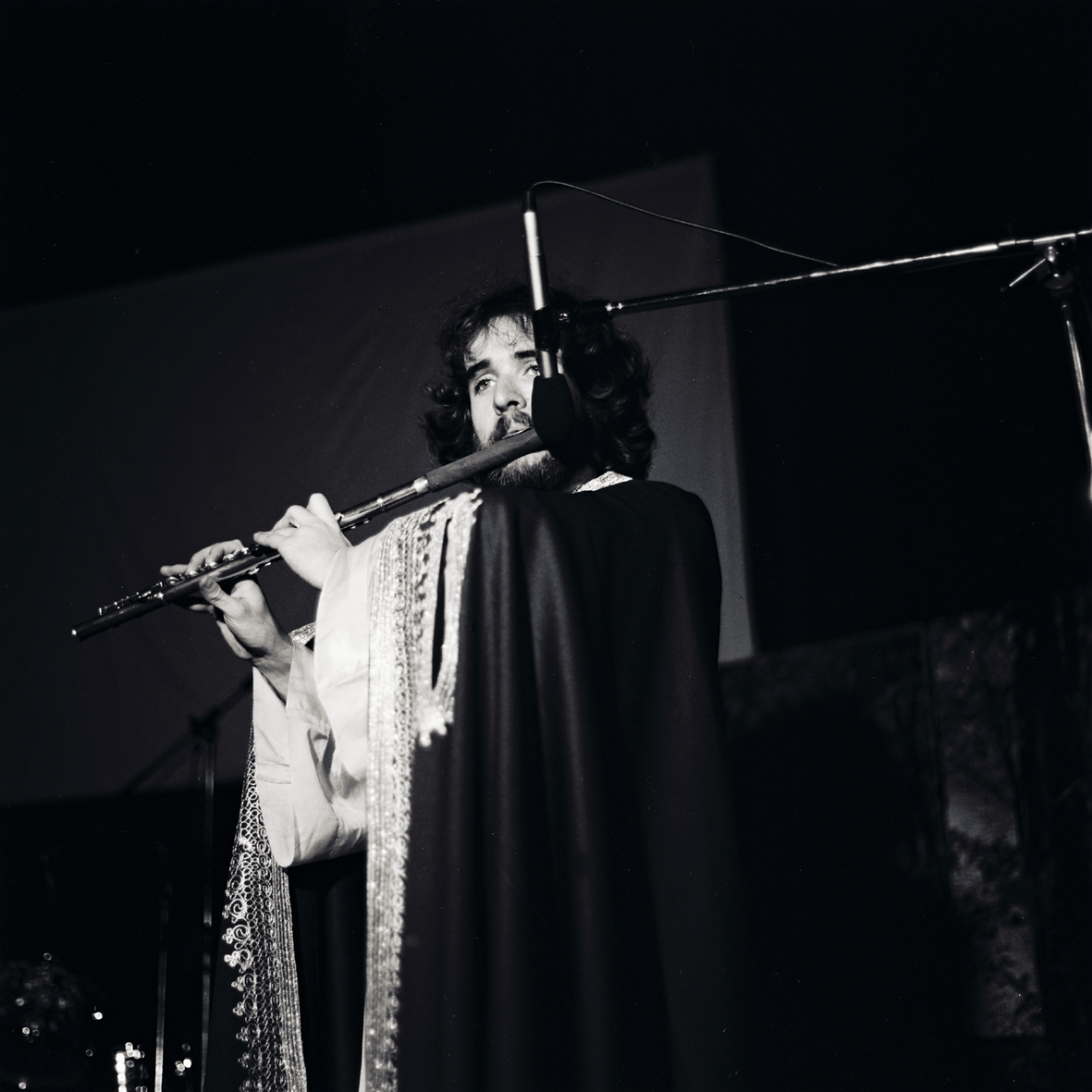
Klaus Mayer

Gleichzeitig mit dem neuen Gitarristen trat auch Ulli Reichert in Erscheinung, seines Zeichens ein saarländischer Geschäftsmann mit fundierten Kenntnissen im Rockgeschäft. Er unterstützte die Gruppe auch finanziell und wurde Neuschwansteins Manager mit dem Ziel, der Band die Möglichkeit zu geben, ihre Musik aufzunehmen und zu vermarkten.
In der neuen Besetzung feilte Neuschwanstein nicht nur an seiner Musik, sondern erstellte auch eine aufwändige Bühnendekoration sowie komplexe visuelle Effekte mit Masken und Kostümen, wie man sie von Genesis zu Zeiten Peter Gabriels kannte. In den hinteren Teil der Bühne wurden Dias projiziert, wobei Limpert und später Weiler die Liedsequenzen rezitierten, unterbrochen von den Illustrationen zur Geschichte. Auf der Bühne wurde eine Walddekoration aufgebaut, mit einem bedruckten Vorhang hinter den projizierten Illustrationen. Für die Blätter der Bäume wurden phosphoreszierende Farben aufgemalt, so dass die Bäume im Dunkeln leuchteten. Die Masken der Musiker entsprachen ihren Rollen in der Geschichte: Neuroth war der Zauberer, Weiler der Greif usw. Obwohl es ständig sowohl an Zeit wie auch an Geld mangelte, war Neuschwansteins Show für „Lokalmatadoren“ verblüffend und sehr professionell.

„Wir wollen eine Musik machen, die im Gegensatz zu den sonst üblichen Musikrichtungen, wie Rock, Jazz o. ä., steht. Natürlich lassen wir uns beeinflussen, jedoch nicht mehr oder weniger als jeder andere Musiker, der selbst sehr viel Musik hört. Bei Neuschwanstein wird kein Wert auf Improvisation gelegt. Wir sehen uns weniger als kreativ Ausübende, sondern […] vielmehr als kreativ Konstruierende. Improvisationen sind meist emotional bedingt und gewährleisten nicht immer ein Optimum. Wir wollen, ohne Genesis oder Wakeman zu kopieren, dem Publikum mehr als nur ein Lied präsentieren, sondern ein Vergnügen für Ohr und Auge.“

Im April 1976 buchte Neuschwanstein ein kleines Tonstudio in Saarbrücken-Güdingen, um Alice in Wonderland auf Band aufzunehmen. Uli Limpert hatte einige Zeit zuvor die Band verlassen und wurde durch den lokal bekannten Bassisten Rainer Zimmer ersetzt, der auch Limperts Gesangspartien übernahm. Gedacht war diese Aufnahme als Demoband für potentielle Veranstalter. Erst 32 Jahre später, 2008, veröffentlichte die französische Plattenfirma Musea das Demoband in restaurierter Form erstmals auf CD. 2022 veröffentlichte Cherry Red Records eine Neuauflage, bei der die deutschen Originaltexte ins Englische übersetzt und von Sonja Kristina (Curved Air) eingesprochen wurden.

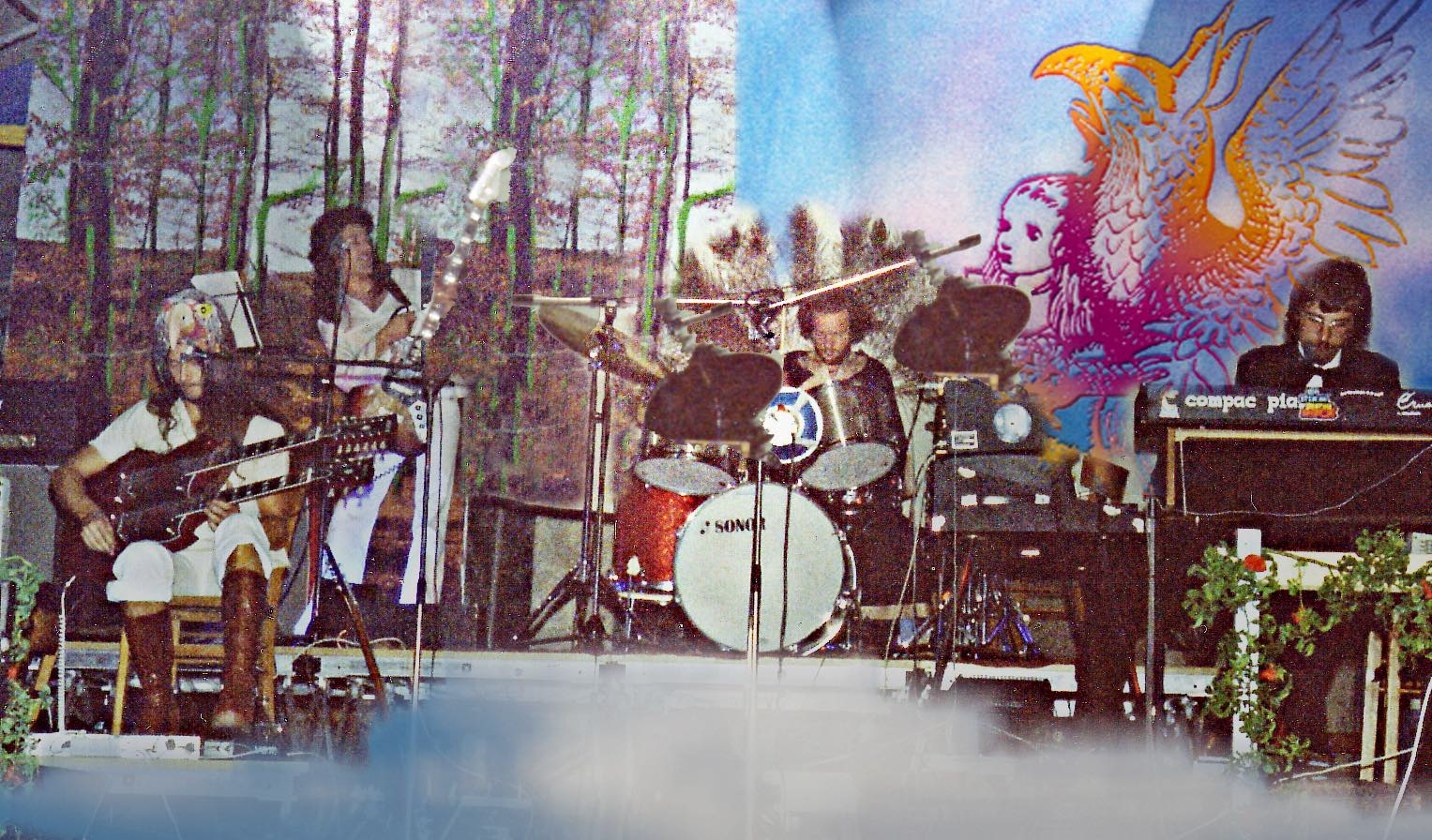
Neuschwanstein live mit Alice in Wonderland, 1977

Die Reaktionen des Publikums auf die Bühnenshow und die Musik waren entsprechend: Es war das erste Mal, dass eine deutsche Rockband ein solch langes Stück Musik aufführte mit Kulissen, Kostümen, Maskerade und Spezialeffekten. Von kleinen Pannen blieb man allerdings auch nicht verschont. So fiel Weiler gleich bei seinem ersten Konzert mit der Gruppe die Greifenmaske mit dem großen und schweren Schnabel herunter. Er hatte die Maske vor dem Auftritt zu hektisch aufgesetzt und nicht richtig festgebunden.
Eine herbe Enttäuschung musste Neuschwanstein bei einem Festival 1976 im französischen Sierck-les-Bains einstecken. Vor einem begeisterten Publikum mit rund 10.000 Zuschauern fühlten sich die Musiker schon wie große Stars, nur um plötzlich desillusioniert feststellen zu müssen, dass die Menge schon nach einer Viertelstunde begann abzuwandern, um dem Ritual der „flammenden Räder“ des St. Jean-Festes (Sommersonnenwende) beizuwohnen. Als die Zuschauer zurückkamen, war Neuschwansteins Show bereits zu Ende.

### Battlement
Dennoch sollte das Jahr 1976 ein weiterer Meilenstein für die zukünftige Entwicklung der Band werden. Frédéric Joos, der gerade seinen Dienst in der französischen Armee absolviert hatte und ehemaliger Bandkollege von Roger Weiler war, wurde von Thomas Neuroth eingeladen, an einer kleinen Tournee an der Mosel teilzunehmen. Neuschwanstein trug sich mit der Absicht, einen „lyrischeren“ und „gesanglicheren“ Stil zu erreichen und dafür schien Joos genau der passende Sänger zu sein. Sein Gesang erinnerte stark an Peter Gabriel, aber auch Vergleiche mit dem The Strawbs-Sänger Dave Cousins wurden gezogen.
Neues Material wurde gesammelt, wobei die Songthemen von den einzelnen Musikern geschrieben wurden, bevor sie von der gesamten Gruppe während der Proben arrangiert und allgemein ausgearbeitet wurden. Das erste Konzert von Joos mit Neuschwanstein fand im saarländischen Saarlouis statt. Auf der Bühne präsentierte sich die Gruppe eher zurückhaltend und verwendete Kostüme nur für Teile der „Alice“-Adaption. Joos war ganz in Weiß gekleidet, was ihm eine Art „engelsgleiche Aura“ verleihen sollte. Er verzichtete auf ein „Bühnenschauspiel“, um sich ganz auf den Gesang und die akustische Gitarre zu konzentrieren, die er bei den meisten Titeln spielte. Eine aufwändige Lichtshow und Trockeneis wurden jedoch weiterhin ausgiebig eingesetzt.
Zwischen 1974 und 1978 steigerte die Gruppe durch Auftritte in ihrer Heimat Saarland im Vorprogramm von Bands wie Novalis und Lucifer’s Friend ihren Bekanntheitsgrad.
Aufgrund einer Freundschaft ihres Managers Reichert zu Herman Rarebell, dem Schlagzeuger der Scorpions, wagte die Band dann den nächsten Schritt und buchte ein Studio in Köln, um unter der Leitung von Dieter Dierks, Produzent der Scorpions, ein Album aufzunehmen. Die Aufnahmen fanden zwischen dem 21. und 31. Oktober 1978 statt. Die Band hatte im Laufe der Jahre bei Konzerten ihre Technik und Präsentation perfektioniert und passte sich problemlos dem Studio an. Sie behielten ihre Lieblingsnummern für die Aufnahmen bei, obwohl einige Stücke, darunter das von Joos komponierte und von Weiler getextete A Winter’s Tale, weggelassen werden mussten. Joos übernahm alle Gesangspartien, mit Ausnahme von Battlement, welches von Rainer Zimmer getextet und gesungen wurde. Bei den Aufnahmen zum Opener Loafer Jack gab sich Herman Rarebell am Schlagzeug die Ehre. Die Scorpions hatten zur gleichen Zeit das Nachbarstudio gebucht und Manager Reichert engagierte Rarebell für diesen Track als Drummer, da er sich von dessen Bekanntheitsgrad einen größeren kommerziellen Erfolg versprach. Über diese Entscheidung war die Gruppe allerdings überhaupt nicht begeistert, zumal Hans Peter Schwarz bereits ein viel subtileres Rhythmuspattern zu diesem Titel aufgenommen hatte und Rarebell ein klassisches Rock-Schlagzeug einspielte.

Neuschwanstein „Battlement“ Besetzung: v. l. n. r. Thomas Neuroth, Frédéric Joos, Rainer Zimmer, Roger Weiler, Klaus Mayer

Das Album Battlement wurde 1979 veröffentlicht und verkaufte sich 6000 Mal, für eine Eigenproduktion einer Band ohne Plattenvertrag ein beachtlicher Erfolg. Vor allem, weil in dieser Zeit das Interesse am Progressive Rock stark nachließ, waren doch der New Wave und der Post-Punk auf dem Vormarsch. Trotz der beachtlichen Popularität von Neuschwanstein blieb der Erfolg des Albums aus, auch trotz eines guten Vertriebsdeals mit einem kleinen lokalen Label namens Racket Records. Der recht kommerziellere Song Midsummer Day wurde zwar aufgenommen, erschien aber später nicht auf dem Album. Die Band beabsichtigte, ihn auf zwei Seiten einer Promo-Single zu veröffentlichen, aber finanzielle Gründe hinderten sie daran. Erst durch die CD-Veröffentlichung von Musea 1992 erschien dieser Titel als Bonustrack.
Anlässlich des Release der CD kam es zu einem Treffen der kompletten Band bei ihrem Manager Ulli Reichert, wo auch eine Reunion ins Auge gefasst wurde. Aufgrund logistischer Schwierigkeiten kam es allerdings letztendlich nicht dazu.
Oft wurde der Band vorgeworfen, eine Kopie der Peter Gabriel- und Steve-Hackett-Ära zu sein. Doch dafür sind die Kompositionen viel zu eigenständig, auch wenn natürlich die Stimme des Sängers Frédéric Joos in gewissen Passagen der von Peter Gabriel ähnlich und auch das Gitarrenspiel von Roger Weiler auf jeden Fall von Steve Hackett inspiriert ist.

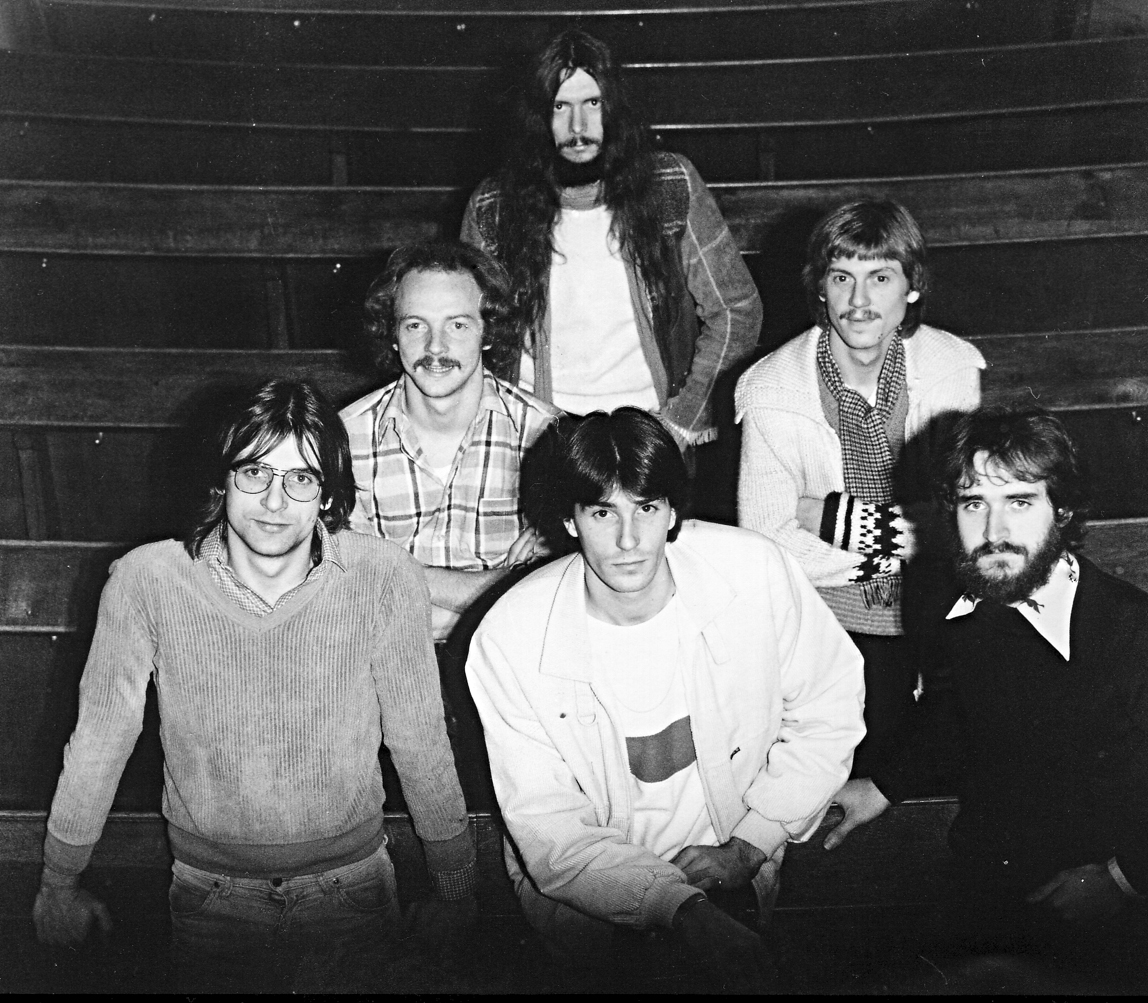
Neuschwanstein letzte Besetzung: oben Roger Weiler; Mitte l. Hans Peter Schwarz, r. Wolfgang Bode; unten l. Thomas Neuroth, m. Michael Kiessling, r. Klaus Mayer

Nach Battlement wurden keine neuen Alben mehr veröffentlicht. Frédéric Joos verließ die Gruppe, noch bevor das Album veröffentlicht wurde, da ihm eine andere Zukunft als die eines Rocksängers vorschwebte. Ihm folgte Rainer Zimmer. Joos kehrte nach Frankreich zurück und wurde ein erfolgreicher Kinderbuch-Illustrator. Michael Kiessling aus Trier und Wolfgang Bode aus Saarlouis wurden als Ersatz für Frédéric Joos bzw. Rainer Zimmer in die Band geholt. Kiessling versuchte, die Bühnenshow der Gruppe wieder theatralischer zu gestalten, indem er wieder Kostüme einsetzte und die Auftritte generell optisch aufwertete. Außerdem erhielt die musikalische Ausrichtung einen intimeren Stil.
Im Herbst 1980 löste sich die Gruppe jedoch endgültig auf, da einige Bandmitglieder sich gezwungen sahen, ihre berufliche Laufbahn fortzusetzen. Außerdem herrschte ein allgemeines Gefühl der Entmutigung.

„Le manque de succès, l'avènement de la new wave et le mépris général pour le progressif décourageront la plupart des membres du groupe, qui finira par éclater en 1980, mais il reste cet album tout à fait digne de respect pour témoigner de ce qui aurait pu être… Et c'en est frustrant.
Mangelnder Erfolg, das Aufkommen von New Wave und die allgemeine Verachtung für Progressive entmutigten die meisten Mitglieder der Band, die schließlich 1980 auseinanderbrach, aber es bleibt dieses durchaus respektable Album als Zeugnis dessen, was hätte sein können... Und das ist frustrierend.“

Thomas Neuroth und Michael Kiessling beschlossen, ihre musikalische Laufbahn fortzusetzen, Hans Peter Schwarz und Klaus Mayer hatten ihr Studium beendet und wollten sich einer Karriere außerhalb der Musik widmen. Roger Weiler kehrte zu seiner ursprünglichen Band, den Nightbirds, zurück und spielte Sixties-Coverversionen. Wolfgang Bode schloss sich einer Jazzband an. Michael Kiessling verstarb 2019.
2016, nach einer Pause von 37 Jahren, erschien ein neues Album von Neuschwanstein, Fine Art. Im Grunde genommen ist Fine Art ein „Ein-Mann-Projekt“ des einzigen Ur-Mitglieds von Neuschwanstein, Thomas Neuroth. Mit Hilfe zahlreicher Musiker kreierte Neuroth ein bemerkenswertes Album, das kaum noch nach der ursprünglichen Musik von Neuschwanstein klingt – trotz intensivem Querflöten-Einsatz – auch nicht nach den früheren Vorbildern wie Genesis, sondern viel eher nach der Kombination aus Emerson, Lake and Palmer, klassischer, romantischer und progressiv hart rockender Komplexität, die in Form einer Suite auftritt.

## Diskografie
- 1979: Battlement (wiederveröffentlicht als Remix CD 1992 durch Musea)
- 2008: Alice in Wonderland (CD-Veröffentlichung der Aufnahmen von 1976 durch Musea)
- 2016: Fine Art
- 2022: Alice in Wonderland feat. Sonja Kristina (Wiederveröffentlichung der Aufnahmen von 1976 durch Cherry Red Records)